# Xã Richview, Quận Washington, Illinois
Xã Richview (tiếng Anh: Richview Township) là một xã thuộc quận Washington, tiểu bang Illinois, Hoa Kỳ. Năm 2010, dân số của xã này là 343 người.